# Смыки (Кировская область)
Смыки — деревня в Сунском районе Кировской области в составе  Кокуйского сельского поселения.

## География
Находится на расстоянии примерно 7 километров по прямой на юго-запад от районного центра поселка  Суна.

## История
Известна с 1678 года как починок у Нерчмы с 1 двором, в 1764 в деревне Смыковской уже 170 жителей. В 1873 году в деревне дворов 25, жителей 181, в 1905 26 и 184, в 1926 27 и 150, в 1950 13 и 49, в 1989 проживало 234 человека. 

## Население
Постоянное население  составляло 206 человек (русские 97%) в 2002 году, 100 в 2010.